# 1903 en France
Chronologie de la France
- 1899
- 1900
- 1901
- 1902
- 1903
- 1904
- 1905
- 1906
- 1907

Cette page concerne l'année 1903 du calendrier grégorien.

## Événements
- 20 mars-25 avril : Salon des indépendants à Paris[1]. Raoul Dufy, Henri Matisse, André Derain et Maurice de Vlaminck exposent leurs toiles.

- 2 avril : la ligne no 2 du métro parisien est ouverte dans sa totalité entre Porte Dauphine et Nation[2].
- 13-30 avril : le président Émile Loubet, parti à bord de la Jeanne d'Arc, visite les départements d'Algérie[3].
- 21 avril : le cambrioleur Marius Jacob, recherché dans toute la France, est arrêté à Amiens[4].
- 28 avril : expulsion des moines du couvent de la Grande Chartreuse[5].

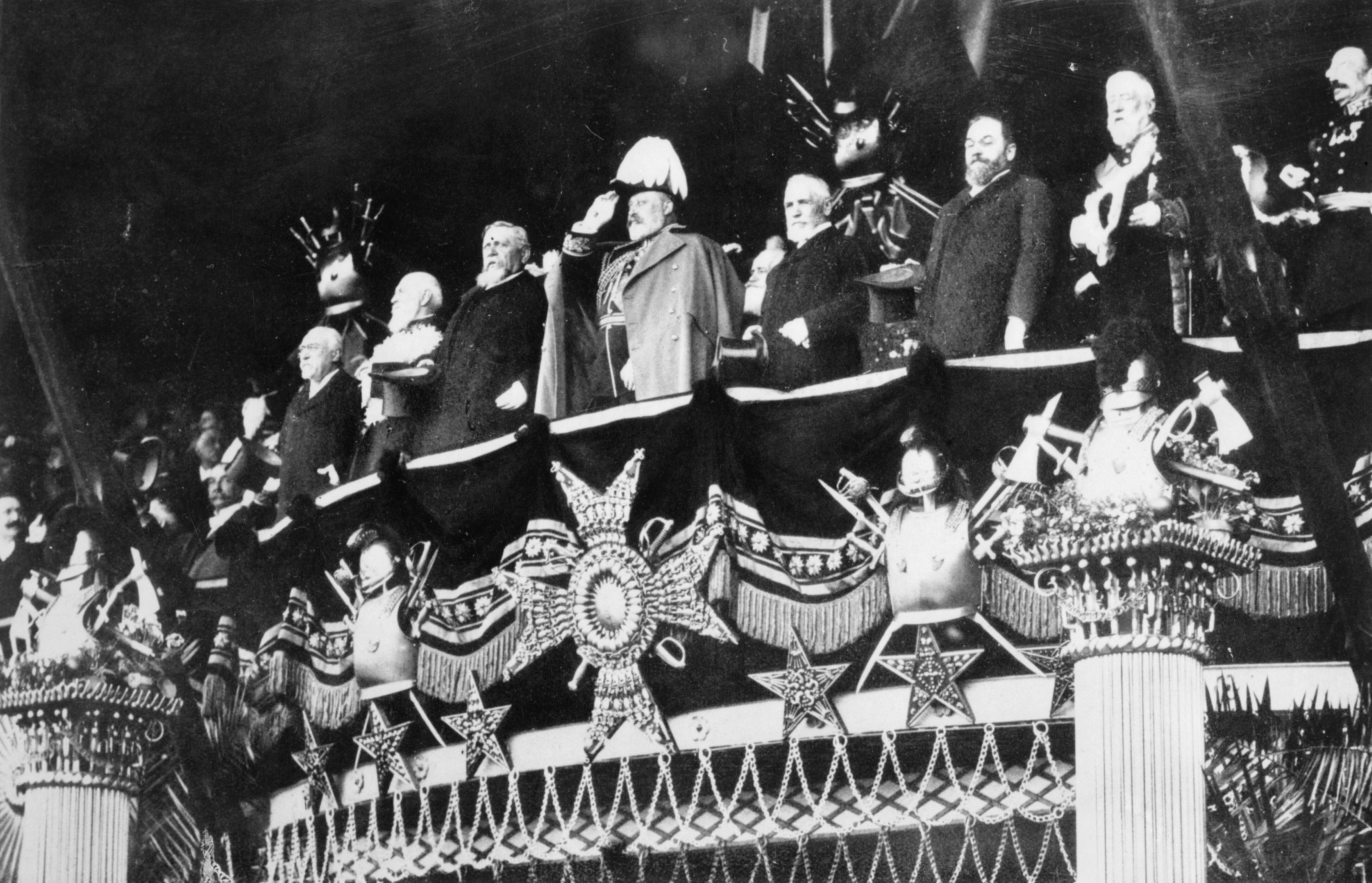
Le roi Édouard VII et le président de la République assistent à une revue à Vincennes.

- 1er-4 mai : voyage à Paris du roi du Royaume-Uni Édouard VII, visant à renouer des contacts avec la France après l’affaire de Fachoda, afin de jeter les bases de l'Entente cordiale[6].
- 16 mai : affaire Loizemant. Joseph-Hilaire Loizemant, commis principal des contributions indirectes, est condamné à mort par la cour d'assises de l'Aisne pour le meurtre, suivi de vol, de la femme du receveur des contributions indirectes  de Ribemont. L'erreur judiciaire est dénoncée par la presse (l'Assiette au beurre du 19 septembre) et l'affaire se politise. Le 22 juillet, l'avocat de Loizemant présente au président Loubet une pétition de 6 250 signatures pour demander la grâce du condamné, accordée le 30 juillet. Le 6 août la condamnation à mort est commuée en peine de bagne à perpétuité, puis en cinq ans de réclusion. Le 17 novembre 1905 Loizemant est libéré sans être innocenté[7].
- 17 mai :
  - l'Association nationale des libres-penseurs organise une « grande journée de la libre-pensée » en faveur de la Séparation des Églises et de l'État ; deux cent réunions ont lieu dans toute la France. Des affrontements éclatent lors des offices entre catholiques et libre penseurs qui veulent empêcher des Jésuites non autorisés de prêcher sur la question des congrégations, en province notamment à Saint-Jacques de Reims et à Paris à Saint-Jean Baptiste de Belleville et à Notre-Dame-de-Plaisance[8].
  - à Torteron dans le Cher, l'école des frères maristes récemment sécularisée est perquisitionnée par la police qui trouve des documents compromettants sur les conditions de sécularisation et l’obédience des frères à la direction de la congrégation[9].
- 20 mai :
  - signature entre la Grande-Bretagne et la France de deux conventions de bail concernant les Enclaves de Forcados et Badjibo, sur le fleuve Niger, dans l'actuel Nigeria[10].
  - décret réorganisant en profondeur la Gendarmerie nationale[11].
- 23 mai : première liaison téléphonique entre Paris et Rome[12].

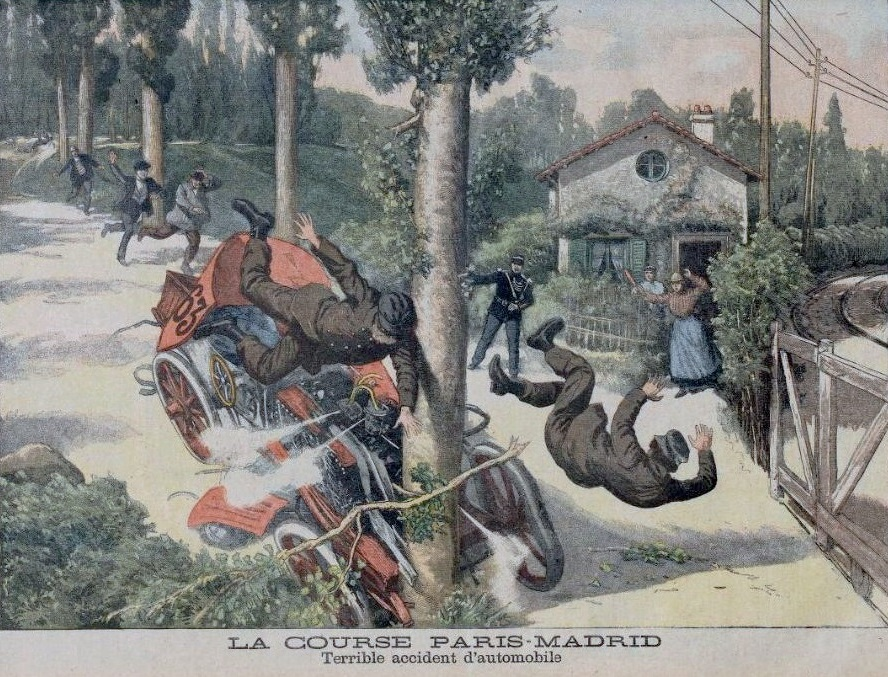
La Course Paris-Madrid 1903 - Terrible accident automobile - Le Petit Journal Supplément du Dimanche, 7 juin 1903, n°255.

- 24 mai : Marcel Renault est tué dans un accident de voiture lors de la course automobile Paris-Madrid. La course est arrêtée à Bordeaux en raison du grand nombre d'accidents et la mort de plus de dix personnes, coureurs et spectateurs confondus[13].
- 25 mai : Jacques Lebaudy débarque avec huit hommes près du Cap Juby sur la côte mauritanienne et se proclame « empereur du Sahara »[14].

- 4 juin : le comité consultatif du musée du Louvre ordonne que la tiare de Saïtapharnès, faux avéré acquit en 1896, soit retiré des collections[15].
- 7 juin : collision de deux paquebots, le Liban et l’Insulaire au large de Marseille. Le Liban sombre, plus de cent personnes se noient[16].

- 23 juin : le projet Massé d'interdire pendant trois ans aux anciens congréganistes sécularisé d'enseigner dans la commune où ils exerçaient et dans les communes limitrophes est adopté par la chambre[9].

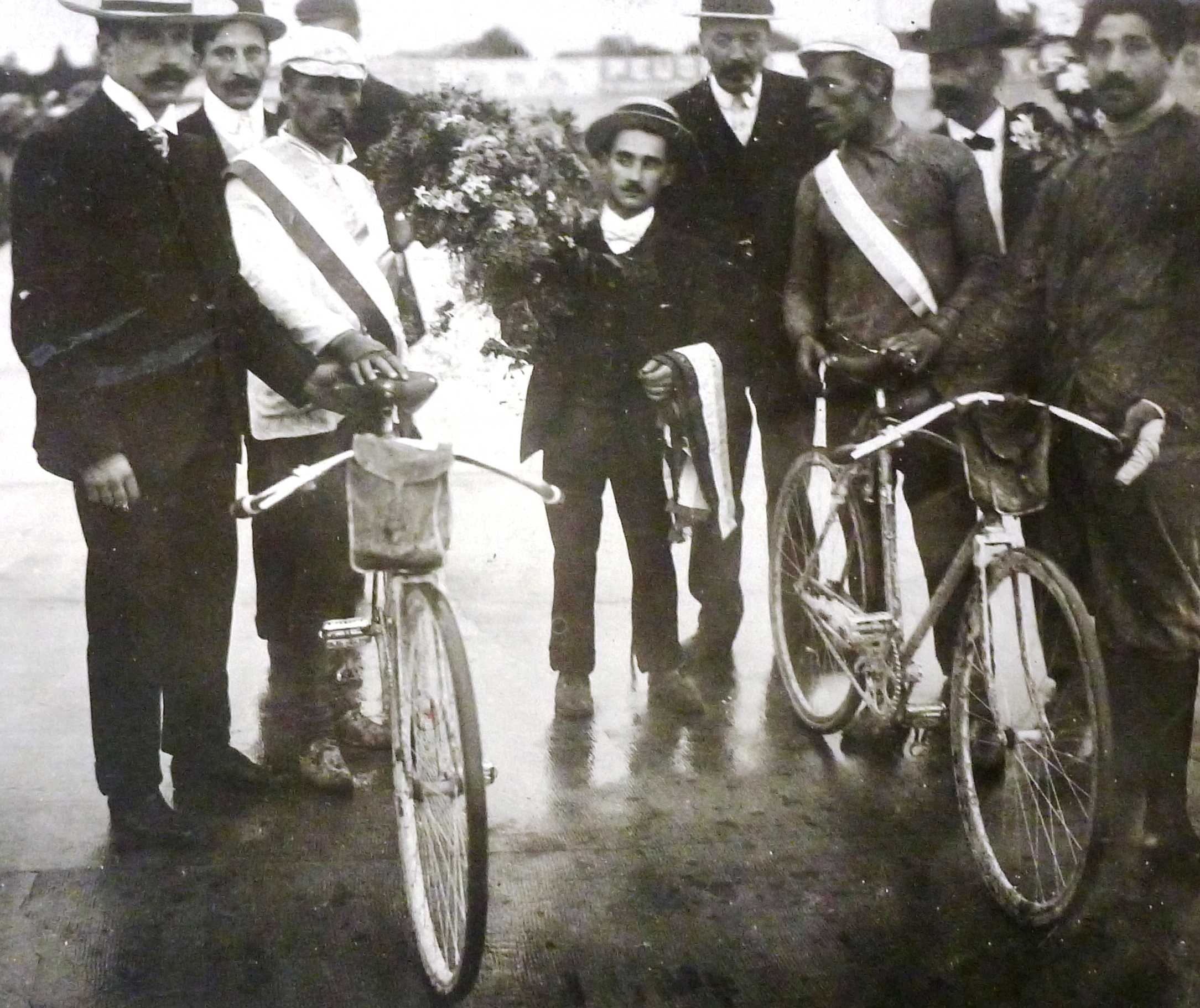
Maurice Garin, vainqueur du premier Tour de France.

- 1er juillet : départ du 1er Tour de France. Le 19 juillet, au terme d'une course de 2 428 km, Maurice Garin remporte la course.

- 6-9 juillet : visite à Londres du président Émile Loubet[6].
- 11 juillet : loi sur l’hygiène et la sécurité dans les ateliers[17].
- 14 juillet :
  - affaire de Fort Crampel ; en Oubangui-Chari, un administrateur des colonies, Georges Toqué, et un commis des affaires indigènes, Fernand Gaud, font exécuter Pakpa, ancien guide, en lui introduisant dans l'anus une cartouche de dynamite. L'affaire est révélée en métropole par la presse en 1905. Une mission d'inspection dirigée par Savorgnan de Brazza est envoyée sur place en avril 1905 pour enquêter sur les exactions commises par les coloniaux ; Brazza meurt sur le chemin du retour en septembre 1905 et son rapport accablant n'est jamais publié[18].
  - inauguration de la statue de la Liberté de Poitiers en l'honneur du général Berton qui fut guillotiné sur la place du Pilori (aujourd'hui place de la Liberté), en 1822[19].
  - Menica Rondelly publie la chanson Nissa la bella, devenu l'hymne de la ville de Nice[20].
- 8 - 22 août : procès à Paris de l'affaire Humbert, dite affaire du faux héritage Crawford. Thérèse et Frédéric Humbert, arrêtés à Madrid le 21 décembre 1902, sont traduits en cour d'assises et condamnés à cinq ans de réclusion pour escroquerie[21].

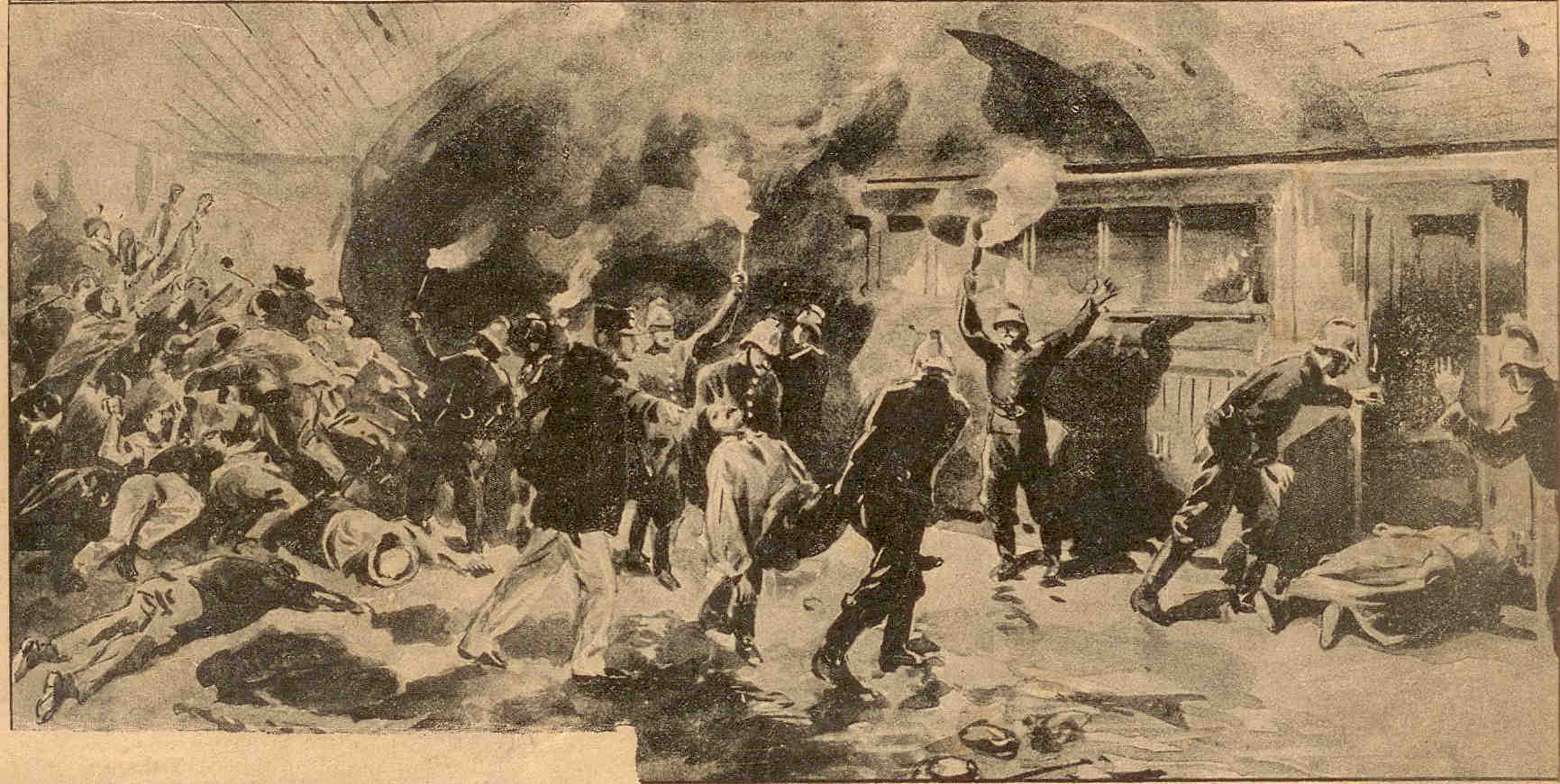
Accident de métro du 10 août 1903 à Paris. L'Actualité, n°187, 16 août 1903

- 10 août : incendie sur la ligne 2 du métro parisien ; 84 morts à la station Couronnes[2].
- 17 - 20 août : victoire française sur les nomades zayanes qui assiègent le poste de Taghit dans le Sud-oranais[22].

- 1er septembre : ouverture de la maison de couture Paul Poiret à Paris[23].
- 2 septembre : l'attaque d'un convoi de ravitaillement français par les berbères du Maroc à El-Moungar dans le Sud-oranais fait 36 morts et 47 blessés[22].

- 12-17 octobre : voyage officiel du roi Victor-Emmanuel III et de la reine à Paris. La visite sanctionne le rapprochement entre les deux pays[24].
- 26-29 octobre : premier Congrès national contre l'alcoolisme dans le grand amphithéâtre de la Faculté de médecine de Paris[25].
- 31 octobre : ouverture à Paris, dans les caves du Petit Palais, à l'initiative de l'architecte belge Frantz Jourdain (1847-1935), grand amateur d'art et président du syndicat de la critique d'art, du 1er salon d'automne[26] ; Bonnard, Matisse, Picabia, Gauguin…

- 3 décembre : le poète Jacques d'Adelswärd-Fersen, arrêté le 9 juillet, et Albert Hamelin de Warren sont condamnés pour conduite indécente avec des jeunes gens mineurs et offense à l'ordre public à une peine de prison de six mois, à cinquante francs d'amende et à cinq ans de suspension de leurs droits civiques et civils. La peine correspondant à la durée de sa détention provisoire, Fersen est libéré le jour même[27].

## Naissances en 1903
- 21 janvier : Émile Savitry, photographe français. († 30 octobre 1967)
- 21 février : Raymond Queneau, écrivain et poète. († 25 octobre 1976).
- 19 mars : Henri Guillemin, historien, conférencier et polémiste. († 4 mai 1992).
- 8 juin : Marguerite Yourcenar, écrivain, († 17 décembre 1987).

## Décès en 1903
- 8 mai : Paul Gauguin, peintre postimpressionniste. Chef de file de l'École de Pont-Aven et inspirateur des Nabis. († 7 juin 1848).
- 29 août : Napoléon Hayard, dit Léon Hayard, éditeur français surnommé « l'empereur des camelots ».